# ديبورا فرازير
ديبورا فرازير (بالإنجليزية: Deborah Fraser)‏ هي مغنية جنوب أفريقية، ولدت في 1966.